# GATE〜scena III〜
『GATE〜scena III〜』（ゲート シェーナ スリー）は、島谷ひとみの3枚目のアルバム。2003年8月6日発売。avex traxよりリリース（CCCD）。

## 解説
- 「世界旅行」をテーマにしたアルバム。
- 初回限定盤のみスリーブケース仕様で、12thシングル「Perseus-ペルセウス-」のリ・アレンジ・ヴァージョン「Perseus-ペルセウス-（HEAVENS WiRE vs. TRI-HEDGE RMX）」がボーナストラックとして収録されている。
- 9thシングル「いつの日にか…」、10thシングル「赤い砂漠の伝説」はリアレンジが成され、「GATE version」として収録。
- 「月影のエデンへ」は、10thシングル「赤い砂漠の伝説」の続編。
- 「J.U.M.P」は、島谷ひとみの「ライブでこういう曲を唄いたい」というリクエストから製作された。

## 収録曲
1. overture〜Perseus-ペルセウス-
  - 作詞:BOUNCEBACK/作曲:迫茂樹/編曲:h-wonder

12thシングル。
2. 太陽のワナ
  - 作詞:MIZUE/作曲:浅田直/編曲:渡辺和紀
3. C'est la vie!
  - 作詞:上田起士/作曲:森元康介/編曲:久米康隆
4. トラキアの女
  - 作詞・作曲・編曲:BULGE
5. 赤い砂漠の伝説(GATE version)
  - 作詞:小幡英之/作曲:広瀬香美/編曲:田辺恵二

10thシングル。
6. HARVEST MOON
  - 作詞・作曲・編曲:田村信二
7. ミラージュ〜BOY,I am a girl〜
  - 作詞:MIZUE/作曲・編曲:DREAMFIELD
8. bella flor
  - 作詞・作曲・編曲:酒井ミキオ
9. Take me home
  - 作詞:六ツ見純代/作曲:浅田直/編曲:宮永治郎
10. 元気を出して
  - 作詞・作曲:竹内まりや/編曲:大野宏明

11thシングル。
11. 月影のエデンへ
  - 作詞:小幡英之/作曲:酒井ミキオ/編曲:田辺恵二
12. J.U.M.P
  - 作詞:阿閉真琴/作曲・編曲:宮崎歩
13. いつの日にか…(GATE version)
  - 作詞・作曲:酒井ミキオ/編曲:酒井ミキオ・上野圭一

9thシングル。
14. Perseus-ペルセウス-(HEAVENS WiRE vs. TRI-HEDGE RMX)（初回盤限定ボーナストラック）